# Lenny Kuhr

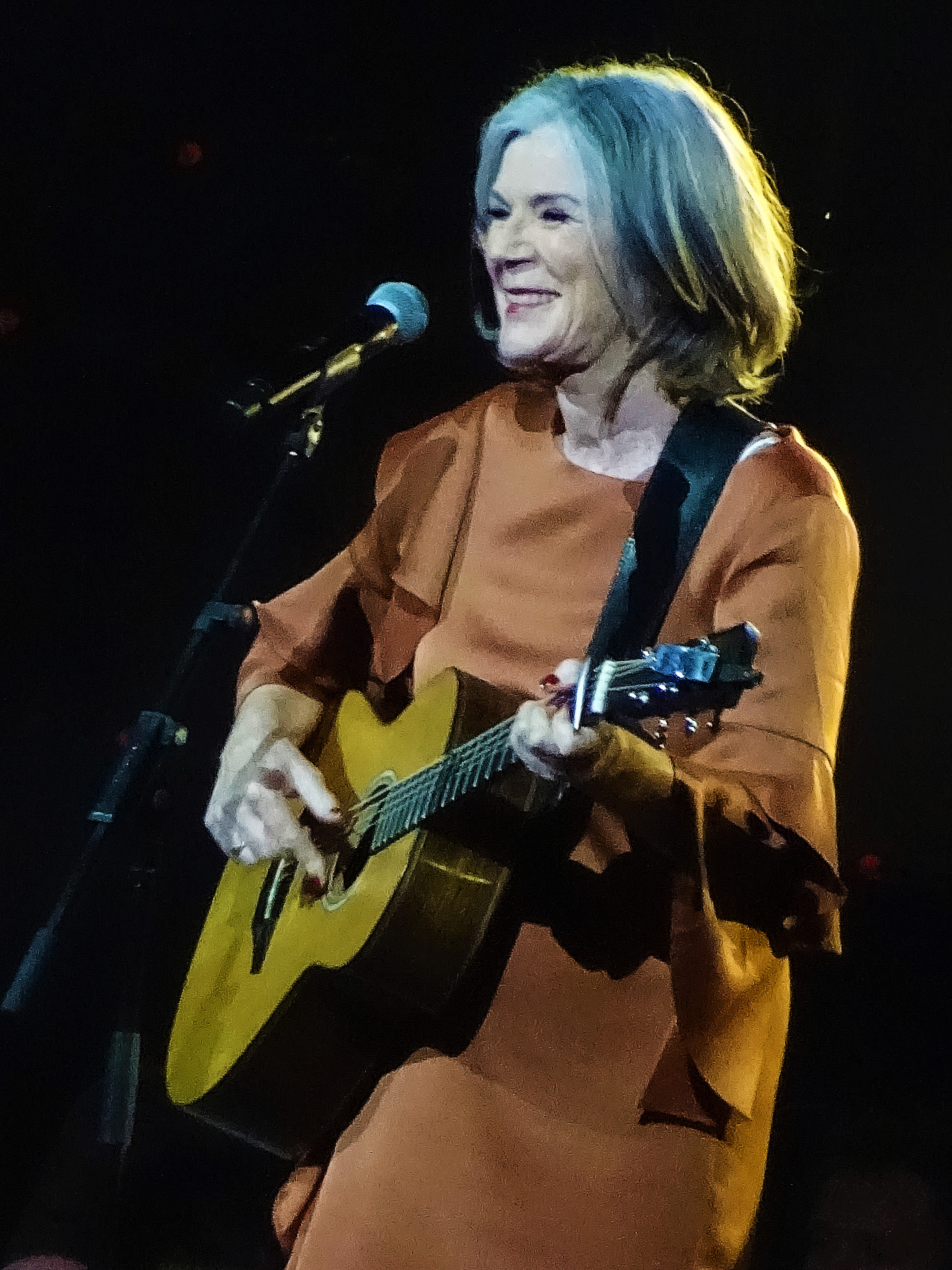
Lenny Kuhr beim Het Grote Songfestivalfeest 2019

Lenny Kuhr (* 22. Februar 1950 in Eindhoven) ist eine niederländische Sängerin. Mit dem Lied De troubadour gewann sie für ihre Heimat den Eurovision Song Contest 1969 in Madrid. 

## Wirken

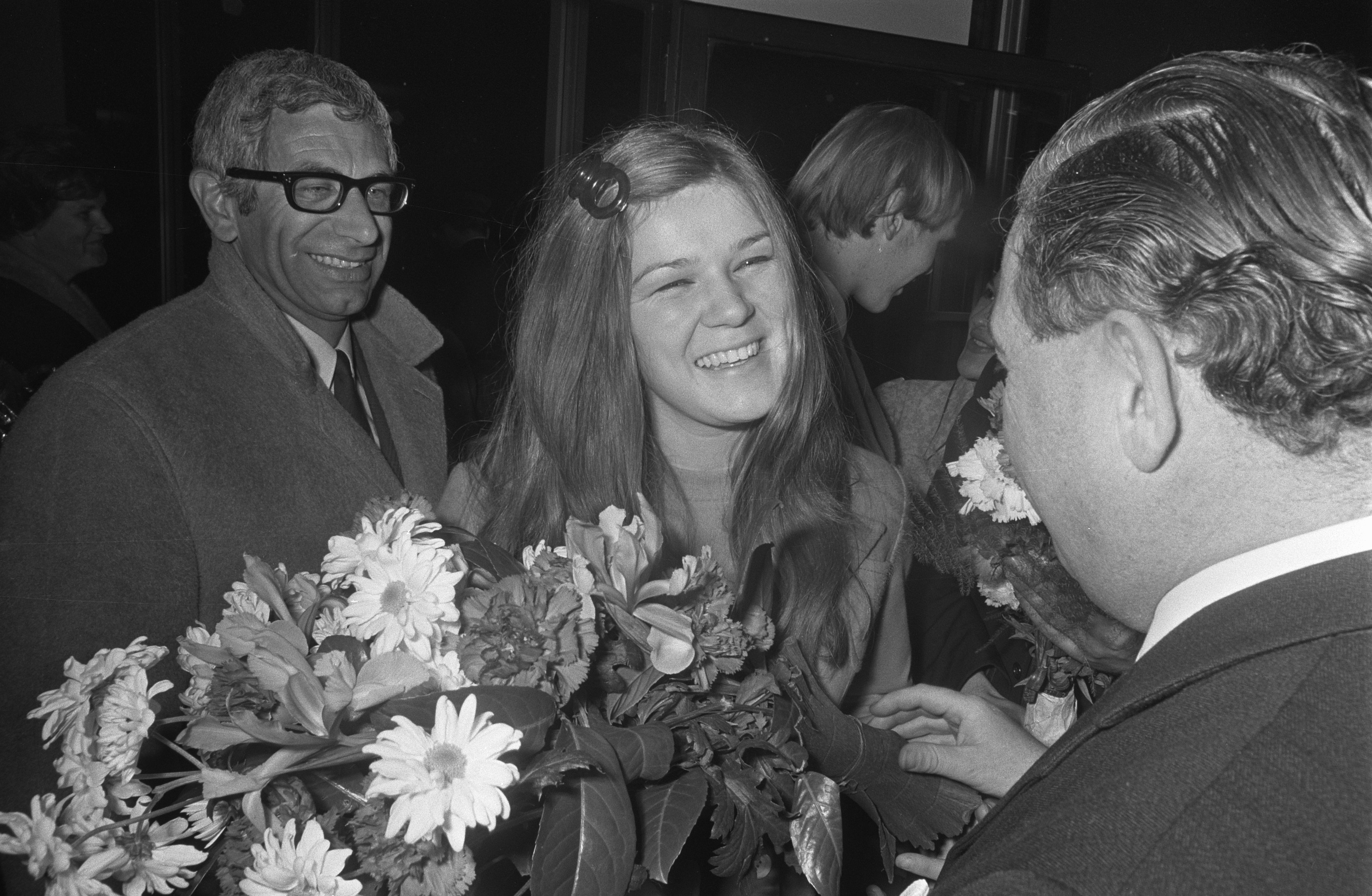
Lenny Kuhr mit Frans de Kok (links) nach dem Sieg beim Eurovision Song Contest 1969 bei der Rückkehr am Flughafen Amsterdam Schiphol

Erster Höhepunkt ihrer Karriere war 1967 der Gewinn des landesweiten Talentwettbewerbs Cabaret der Onbekenden. 1969 vertrat sie mit dem Song De troubadour die Niederlande beim Eurovision Song Contest in Madrid. Das Lied hat sie im Stil der deutschen Sängerin Alexandra vorgetragen. Nach der Punktevergabe lag sie gleichauf mit der Spanierin Salomé, der Britin Lulu und der Französin Frida Boccara auf Platz 1. Dies war das einzige Mal in der Geschichte des Wettbewerbs, dass mehrere Titel sich den Sieg teilten. Für die Niederlande war es der dritte Sieg bei dieser Veranstaltung. Anschließend nahm sie auch eine Anzahl Titel in französischer Sprache auf.
1969 war sie (neben Herman van Veen, Marinus Gerritsen und George Kooymans) der erste Preisträgerin der Zilveren Harp (de. Silberne Harfe), einem niederländischen Musikpreis für vielversprechende Newcomer.
1974 heiratete Kuhr Gideon Bialijstock und konvertierte zum Judentum. Aus dieser Ehe stammen ihre beiden Töchter Sharon (* 1975) und Daphna (* 1980), die, wie sie selbst zeitweise, in Israel leben. Von 1981 bis 1993 war sie Lebensgefährtin des Autors Herman Pieter de Boer. Seit 2003 ist sie mit Rob Frank verheiratet. Sie hat eine Schwester (Ine Kuhr), die ebenfalls als Sängerin einige Platten besungen hat.

## Diskografie (Auswahl)

### Alben
| Jahr | Titel                                          | Höchstplatzierung, Gesamtwochen, AuszeichnungChartsChartplatzierungen (Jahr, Titel, Platzierungen, Wochen, Auszeichnungen, Anmerkungen) | Anmerkungen |
| Jahr | Titel                                          | NL | Anmerkungen |
| ---- | ---------------------------------------------- | --- | ----------- |
| 1980 | Dromentrein                                    | NL3 Gold · (25 Wo.)NL |             |
| 1981 | Avonturen                                      | NL39 (3 Wo.)NL |             |
| 1997 | Stemmen in de nacht – zoals zij Schubert zingt | NL70 (5 Wo.)NL |             |

Weitere Alben
- 1969: Lenny Kuhr
- 1971: De Zomer achterna ...
- 1972: De Wereld waarvan ik droom
- 1972: Tout ce que j’aime
- 1974: God laat ons vrij
- 1976: ’n Dag als Vandaag
- 1982: Oog in Oog
- 1986: Quo Vadis
- 1990: De blauwe Nacht
- 1992: Heilig Vuur
- 1994: Altijd Heimwee
- 1997: Gebroken Stenen
- 1999: Oeverloze Liefde
- 2001: Fadista
- 2004: Op de Grens van Jou en Mij
- 2005: Panta Rhei
- 2007: 40 Jaar Verliefd – Live
- 2010: Mijn Liedjes, Mijn Leven
- 2011: Liefdeslied
- 2013: Wie Ben Je
- 2017: Gekust door de Eeuwigheid
- 2019: Het Lied gaat Door (mit Reinier Voet & Mischa Kool)

### Singles
| Jahr | Titel Album                                    | Höchstplatzierung, Gesamtwochen, AuszeichnungChartsChartplatzierungen (Jahr, Titel, Album, Platzierungen, Wochen, Auszeichnungen, Anmerkungen) | Anmerkungen                 |
| Jahr | Titel Album                                    | NL | Anmerkungen                 |
| ---- | ---------------------------------------------- | --- | --------------------------- |
| 1969 | De troubadour Lenny Kuhr                       | NL12 (7 Wo.)NL | B-Seite: Mais Non, Monsieur |
| 1972 | Les enfants Tout Ce Que J’Aime                 | NL18 (7 Wo.)NL | B-Seite: Tout Ce Que J’Aime |
| 1974 | Kom liefste, geef me je hand God Laat Ons Vrij | NL33 (3 Wo.)NL |                             |
| 1980 | Visite Dromentrein                             | NL2 (12 Wo.)NL | mit Les Poppys              |
| 1980 | Maar Ja Dromentrein                            | NL12 (8 Wo.)NL | B-Seite: Jonathan           |

Weitere Singles
- 1967: Laat Maar / De Wind
- 1968: Zigeunerjongen / De Straten
- 1969: De Horizon / Ik Ben Je Kwijt
- 1970: Dans Mon Pays, Dans Mon Village / Le Vieil Homme Et La Cage
- 1970: Ga Met Me Mee / Twee Lange Jaren
- 1970: De Straten / Olé Guapa
- 1971: Jesus Cristo
- 1971: Hij Hoort Bij Mij
- 1972: Pense à moi / Julien
- 1972: This Little Song of Joy
- 1972: Overal Waar Je Gaat
- 1972: Pense A Moi / C’est Un Homme
- 1972: Tout Ce Que J’aime
- 1973: Vivre
- 1973: Life
- 1974: Searching
- 1974: Cet Amour C’est Ta Vie
- 1974: Zingt Voor Beth Halochem
- 1974: De Generaal (Ode Aan Rinus Michels)
- 1975: Sterren
- 1976: J’aurais Voulu Etre Sa Femme
- 1977: L’été C’est Fait Pour Danser
- 1977: Qui A Fait Le Ciel?
- 1977: Tommy
- 1978: Y’as Pas de Quoi En Faire Une Chanson
- 1979: Eenmaal In Je Leven
- 1980: Nou Tot Gauw
- 1981: Kazie Kazoo
- 1981: Weet Je Wie We Zagen
- 1982: Een Kind Een Kind
- 1982: Iemand Heeft Je Lief
- 1983: Armoefobie
- 1983: Grof Schandaal
- 1986: Give Me a Heart
- 1986: Rozen, Je Rozen
- 1986: Het Pakje
- 1989: Kameraad
- 1990: De Blauwe Nacht
- 1997: Meditatie
- 1999: De Grote Liefde
- 2000: Weet Je Die Dingen Nog (mit Ine Kuhr)
- 2004: Jij Ja
- 2007: Ga Met Me Mee
- 2011: Spijt
- 2011: Ik Delete Je Niet (mit Ali B)
- 2012: De Bijbel Tapes Psalmen #23
- 2013: Terug Naar Je Geboorteland
- 2014: Moederhart
- 2017: Tussen Hoop En Vrede